# John E. Walker
Sir John Ernest Walker (* 7. ledna 1941) je anglický biochemik, nositel Nobelovy ceny za chemii za rok 1997. Obdržel ji společně s P. D. Boyerem a J. C. Skouem za objasnění mechanizmu syntézy ATP. Studoval na univerzitě v Oxfordu, kde získal doktorát roku 1969. V následujících letech pracoval v USA a Francii. Roku 1974 nastoupil na univerzitu v Cambridgi, kde zůstal až do emeritování. Jeho manželkou se roku 1963 stala Christina Westcottová, mají spolu dvě dcery.